# احقاف سفلی (یمن)
 احقاف سفلی  به عربی ( أحقاف الُسفلی )، روستایی است در دهستان المَرازیق از توابع استان جوف در کشور یمن در شبه جزیره عربستان.

## جمعیت
جمعیت آن ( ۱۰۰) نفر (۱۱ خانوار) می‌باشد.